# Batthyány-Strattmann-kastély (Intaháza)

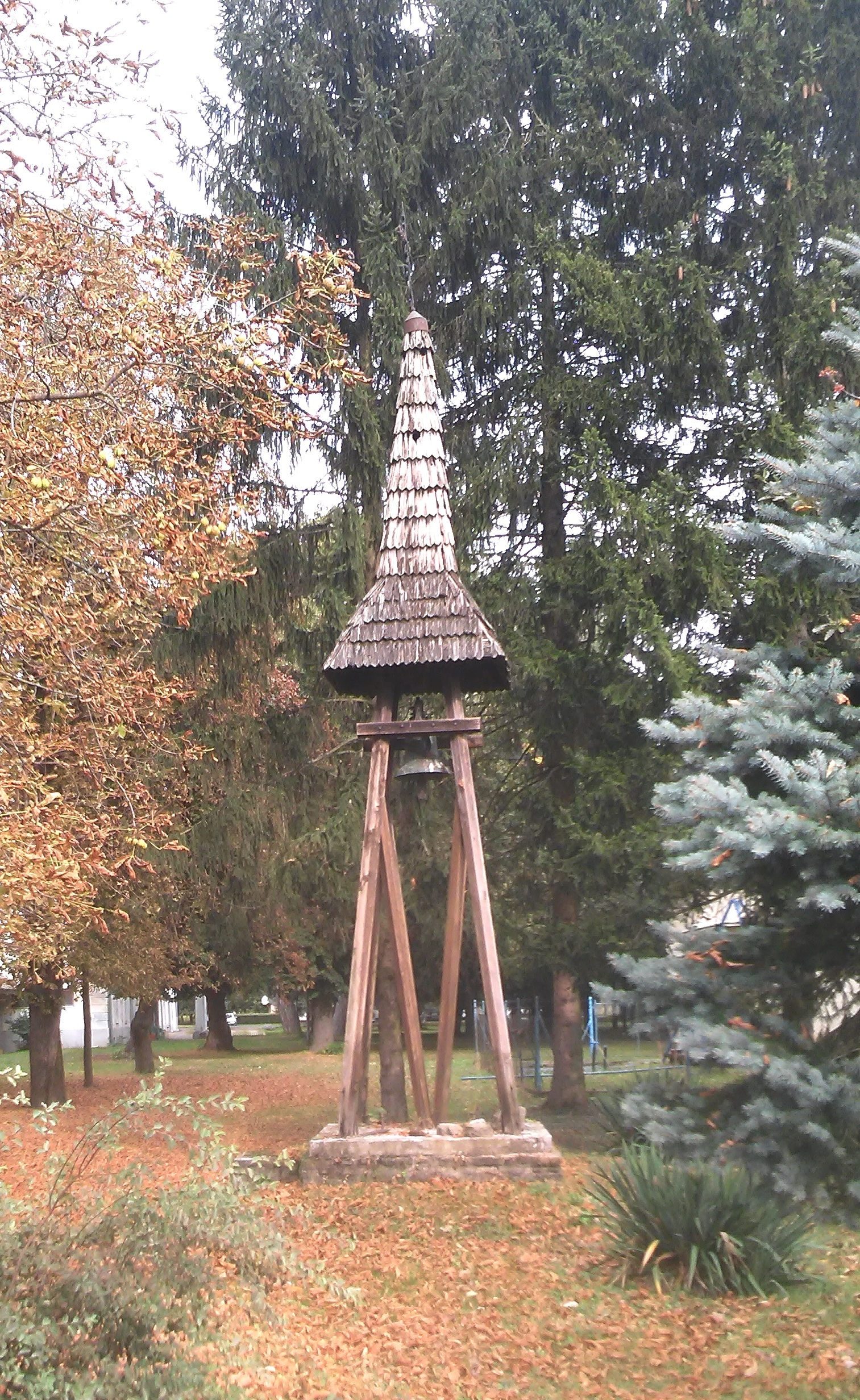
Harangláb a kastély parkjában

A Batthyány-Strattmann–Zathureczky–Gyömörey-kastély egykori főnemesi kastély az egykor Felsőmesterihez, ma Mesterihez tartozó Intaházán. Szokták még felsőmesteri kastély vagy intaházi kastély néven is emlegetni. Egykor a németújvári herceg Batthyány-Strattmann család tulajdona volt. A kastélyban ma a celldömölki Kemenesaljai Egyesített Kórház Addiktológiai és Pszichiátriai Rehabilitációs Központja működik. (újabb nevén szombathelyi Markusovszky Egyetemi Oktatókórház Pszichiátriai Rehabilitációs Intézet) Itt játszódik dr. Benedek István Aranyketrec című műve.

## Története
Mesteri falu első ismert említése 1293-ból származik. A település a XIV. században vált ketté: Alsómesteri (Nemesmesteri) döntően kisnemesi, míg Felsőmesteri (Hernádmesteri) főnemesi tulajdonban volt. A két település 1935-ben egyesült újra. Inta, később Intapuszta, végül Intaháza, eredetileg önálló, később Felsőmesterihez tartozó település volt. A területen dr. Holéczy Zoltán, amatőr régész végzett ásatásokat 1939 és 1941 között, melyek anyaga ma a Magyar Nemzeti Múzeumban található.
Intaházán az Árpádok korában Somlóvásárhelyről származó bencés apácák éltek. A birtok 1367-ben került a Ják nembeli kissitkei Sitkey család tulajdonába. 1381-ben a szentgotthárdi ciszterci apátság birtokába került, felsőlendvai Szécsi Miklós Vas vármegyei főispán, későbbi nádor, az apátság kegyura jóvoltából. 1452-ben a Sitkey családdal rokonságban álló Dezső János visszaperelte a birtokot az apátságtól. Később, Felsőmesterivel együtt, a galánthai gróf Esterházy, a békási Békássy, a trakostyáni gróf Draskovich, majd a hertelendi és vindornyalaki Hertelendy család birtoka volt, végül pedig a németújvári herceg Batthyány-Strattmann család tulajdonába került és 1945-ig a család tulajdonában is maradt.
Batthyány Ferenc (1577-1629) 1603-ban kapott grófi címet Rudolf királytól. Dédunokája Batthyány II. Ádám (1662-1703) 1692-ben vette feleségül Strattmann Eleonóra (1672-1741) grófnőt, akitől két gyermeke született: Lajos és Károly. Utóbbi 1755-ben elsőszülöttségi öröklés jogán megkapta az engedélyt a Batthyány-Strattmann kettős vezetéknév használatára. 1763-ban cseh hercegi, 1764-ben pedig római szent birodalmi hercegi rangot nyert. Ez az ág azonban 1742-ben fiaiban kihalt. A hercegi rang és a kettős vezetéknév viselésének joga ezután bátyjának, Lajos nádornak a leszármazottaira szállt át.
A kastély terveit a Batthyány család körmendi székhelyű, 1730 körül alapított saját uradalmi építési irodája készítette. Ez a hivatal tervezte a család bicskei, enyingi és kisbéri kastélyát, illetve a rohonci és siklósi várkastélyok átépítését is. A kastélyt 1762-ben már emeletes barokk stílusú épületként említik, négy melléképülettel, majorsági gazdálkodási központtal, téglaégetővel. A kastély a család hercegi ágának tulajdona volt. 1787-ben bekövetkezett haláláig Batthyány Lajos nádor fia, Batthyány-Strattmann Ádám Vencel (1722-1787) birtokolta, tőle fia, Batthyány-Strattmann II. Lajos herceg (1753-1806) örökölte. A hercegi hitbizományi uradalom később fiára, Batthyány-Strattmann Fülöpre (1781-1870) szállt. Az ő idején, 1820 körül, építették át a kastély klasszicista stílusban. Ekkortájt a kemenesaljai-intai birtok részét képezték az Alsókáld, Alsómesteri, Borgáta, Felsőmesteri, Gérce, Kápolna, Köcsk, Miske, Pórdömölk és Simonyi melletti birtokrészek, beleértve a Ság-hegyi szőlőket is. Fülöp herceg halálával a hercegi rang, a Strattmann név és a hitbizományi birtokok a család, Batthyány-Strattmann Ádám Vencel testvére, Batthyány Tódor (1729-1812) gróf által alapított ágára, azon belül is Batthyány Gusztávra (1803-1883) szállt. Gusztáv herceg tulajdonát képezte még a bicskei és a körmendi kastély, illetve a siklósi vár is. Az Angliában élő herceg helyett egy ideig a szintén emigrációban élő testvére, Batthyány Kázmér (1807-1854) gróf irányította a magyarországi birtokokat. 1883-ban a birtokot Gusztáv fia, Batthyány-Strattmann Ödön (1826-1914) örökölte.
Ödön a birtokot bérbe adta az ősi Turóc vármegyei nemesi családból, a zaturcsai Zathureczky családból származó, Zathureczky Gézának, aki 1903-ig irányította azt. Batthyány-Strattmann Ödön 1914-ben bekövetkezett halálával kihalt a család hercegi ága, ezért a birtokokat, rangot, és a nevet a család grófi ágának pinkafői főágából származó Batthyány-Strattmann I. László (1870-1931) örökölte. Batthyány-Strattmann László orvos, Vas vármegye örökös főispánja, a Magyar Tudományos Akadémia igazgatótanácsának tagja volt. Ő a birtokon, más birtokaihoz hasonlóan, ingyenes kórházat alapított. [A szegények orvosaként híressé vált herceget 2003. március 23-án II. János Pál pápa boldoggá avatta.] Tőle fia Batthyány-Strattmann II. László Antal (1904-1966) örökölte a birtokot.
Az 1920-as évektől kezdve a gyömörei és teölvári Gyömörey György, főispán vasúti és hajózási felügyelő, országgyűlési képviselő bérelte az intai birtokrészt és itt élt a kastélyban. A köznemesi Gyömörey családnak kiterjedt birtokai voltak a Dunántúlon, Gyömöre és Tölvár környékén voltak a legjelentősebbek, de birtokaik voltak Ukk, Gógánfa és Zalagyömörő térségében is.
1945-ben szovjet katonák foglalták el az épületet, teljesen megsemmisítve a berendezést és a műtárgyakat. A kastélyt és a birtokot, az ausztriai birtokokon élő, II. László hercegtől kisajátították. Egy ideig gyűjtő- és igazoltató láger működött itt. A katonák 1946-ban hagyták el a majort, ekkor a kastély egykori cselédjei költöztek az épületbe. Az 1940-es évek végén költözött az épületbe a Pszichiátriai Rehabilitációs Intézet, mely ma a Kemenesaljai Egyesített Kórház egyik osztálya. Az úgynevezett munkaterápiás közösségi ellátási modellt dr. Kiss-Vámosi József főorvos honosította meg. Intaháza ennek a módszernek egyik mintaintézete lett Európában. Intaháza változatos művészeti terápiákat is kínál. Innen indult el a Magyar Zeneterápiás Egyesület is. Itteni élményei alapján írta dr. Benedek István, az intézmény 1952 és 1957 közötti igazgatója az Aranyketrec című könyvét. Parkjában az 1980-as években több melléképületet is emeltek. Új konyha, irodák, műhelyek és az önellátó betegek részére lakások kerültek kialakításra. Az utóbbi években uniós támogatásból készült el, a kastélypark egyik sarkában egy napelempark, melynek működése fedezi az intézet energiaszükségletének egy részét.

## Felépítése
A kastély alaprajza téglalap alakú. Az ablakok egyenes záródásúak. A homlokzatok sarkait sávozott lizénák (falsávok) díszítik. A főhomlokzat közepén jelzésszerű, sávozott rizalit található, szélein toszkán fejezetes sávozott, kettős pilaszterekkel. A rizalit közepén két toszkán fejezetes oszlopon nyugvó kocsialáhajtó található, amelynek tetején később erkélyt alakítottak ki. A kastély timpanonjában a Batthyány-Strattmann címer látható a család jelmondatával: Fidelitate et Fortitudine (Hűséggel és bátorsággal). Az épület bal oldalához összetett alaprajzú bővítményt csatoltak. A hátsó homlokzat közepén is rizalit található, előtte sávozott lizénával díszített bejárat, felette erkéllyel. Egykor valószínűleg ez is kocsialáhajtó lehetett. Az épületet hatalmas park övezi, őshonos fákkal, ahol egy fa harangláb is található.

## Megközelítése
Celldömölk vagy Sárvár felől a 834-es főúton, majd a 8431-es útra lehajtva érhető el. A Ság-hegy vagy Gérce irányából a 8432-es, majd ugyancsak a 8431-es úton lehet megközelíteni.

## Képgaléria

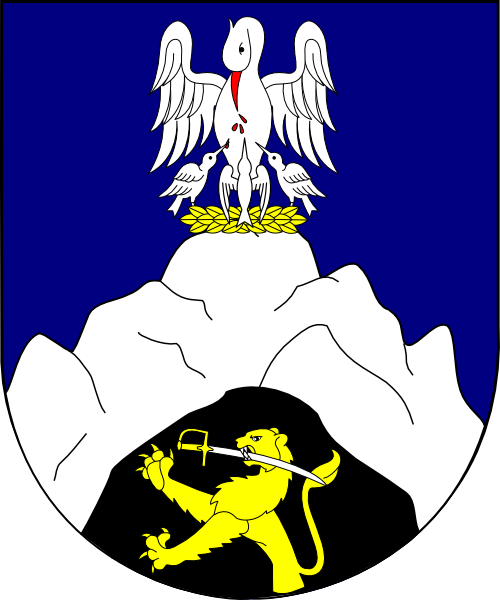
A Batthyány család címere
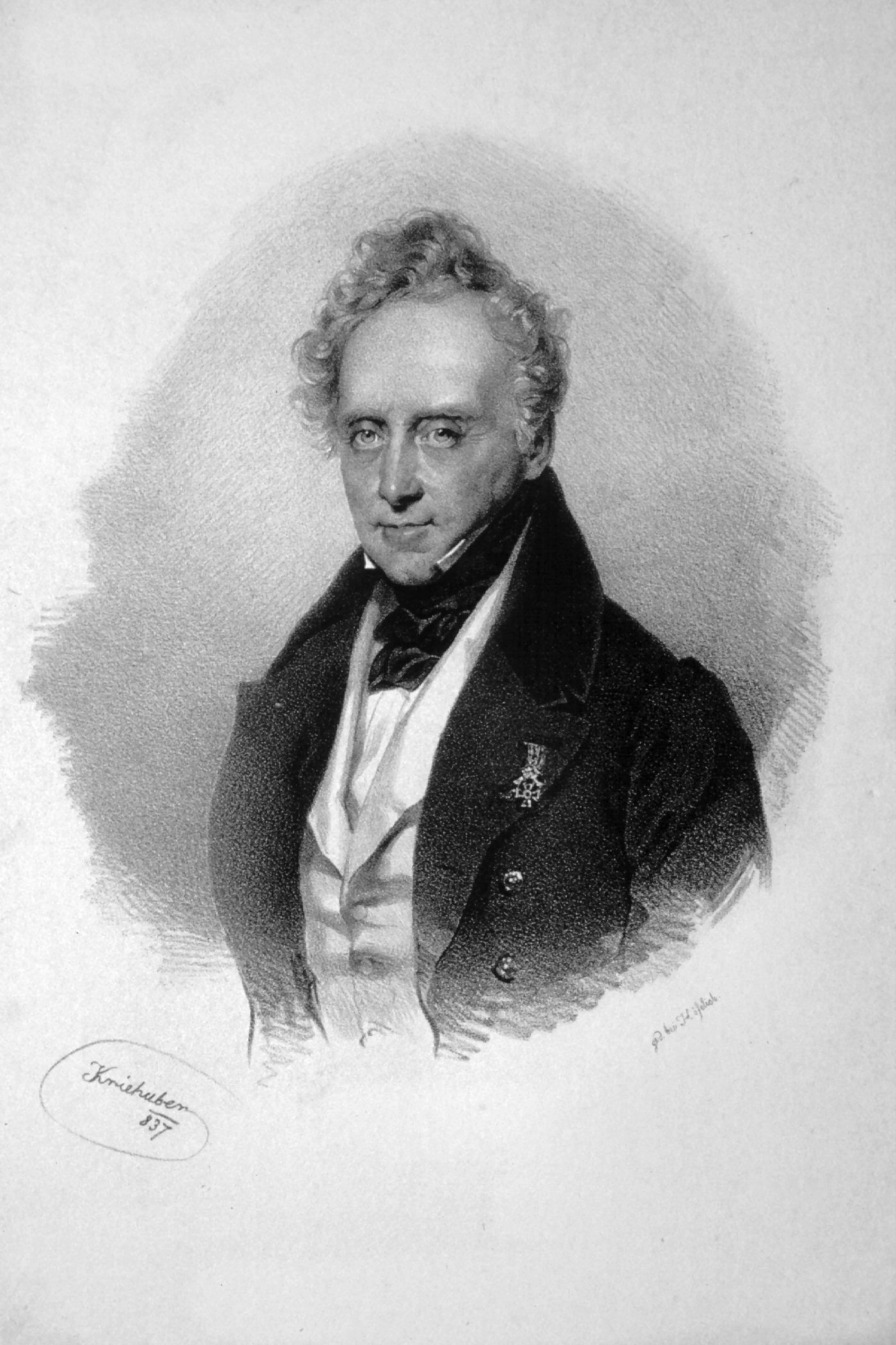
Batthyány-Strattmann Fülöp
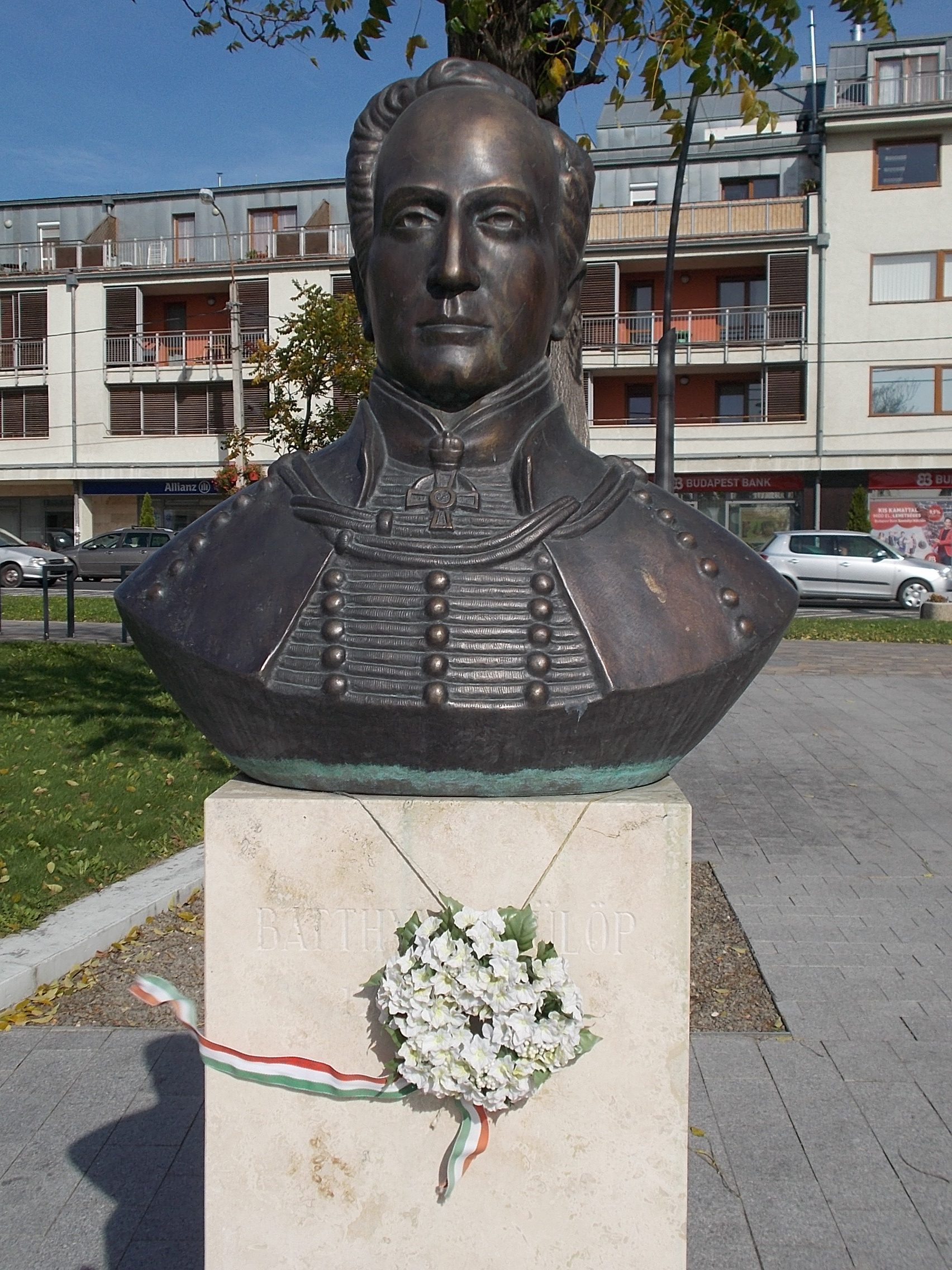
Batthyány-Strattmann Fülöp (mellszobra Érden a Városháza előtt)
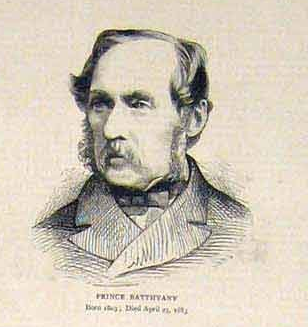
Batthyány-Strattmann Gusztáv
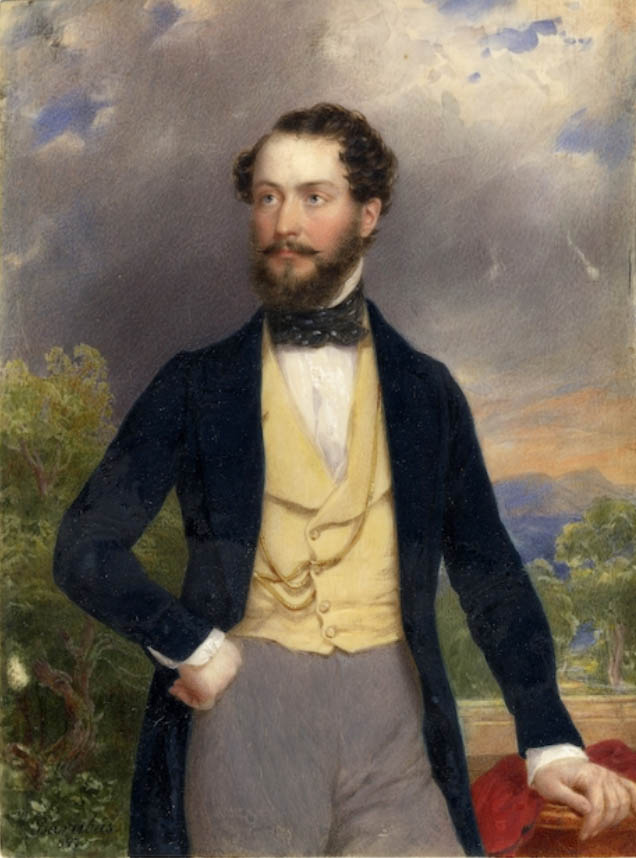
Batthyány Kázmér (Barabás Miklós festménye)
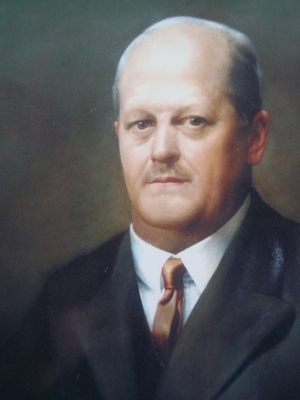
Boldog Batthyány-Strattmann László, a „szegények orvosa”

## További hivatkozások
- Képgaléria a kastélyról és a parkról